# 硒化銫
硒化銫是一種無機化合物，由硒和銫，為一種氫硒酸鹽，其化學式為Cs2Se。

## 晶體結構
硒化銫晶體結構為反螢石型結構，空間群為{\displaystyle Fm{\bar {3}}m}，每單位晶胞有4個單位，和同族硒化物類似。

## 制備
可由銫和硒反應制得。